# 臺灣媒體亂象
台灣媒體亂象主要指台灣於1980年代解嚴後，由於商業媒體（特指新聞媒體）利用暴力、血腥、煽情、炒作與捏造新聞等違反媒體倫理的手段，增加收視率或報刊發行量之現象。該亂象亦促使部份人士，成立媒體批評團體並對媒體進行監督和批判，如1999年成立之台灣媒體觀察教育基金會、2000年八掌溪事件後成立之「與媒體對抗」運動及2002年成立之新聞公害防治基金會等等。媒體批評團體有些偏向要求媒體內容淨化、有些側重人民媒體素養之提昇、有些則偏向批判商業化之媒體環境並要求健全公共媒體空間。

## 歷史概要
日治時期，台灣媒體受到日本政府管制，在地精英創立的台灣民報等時受壓迫。抗日戰爭與太平洋戰爭爆發後，不僅刊印文字、內容受到嚴格管制，甚至最後多個報社被迫合併。臺灣戰後時期，台灣媒體開始出現由國民黨執政之特許的新聞媒體（譬如老三台），用以監控異議份子與宣傳意識型態、乃至於言論管制之工具。當時的媒體監督機構主要也只單純地探討媒體內容，而從未針對媒體結構進行批判。以下僅探討台灣自戰後以來的新聞媒體（不包括公民新聞）亂象。
此與對商業媒體「腥羶色」（血腥、煽情、色情）的批判有所不同，主要指戒嚴時代之時，媒體成為統治者打擊及遂行，而當時的媒體監督機構主要也只單純地探討媒體內容，而從未針對媒體結構進行批判。
1987年解嚴之後，各類媒體大量增多，昔日之平實報導風格已未能確保留住閱聽人；於是各種爭議性報導逐漸成為主流版面。2000年民主進步黨執政後，新聞局的改造及國家通訊傳播委員會的成立使政府控制媒體的情況不再，據無國界記者組織的世界評比，台灣於2007年在新聞自由排名上首次超美國和日本，2015年排名是亞洲第一名。自由之家2005年的評比報告就稱台灣媒體雖自由，但像在2004年總統選舉的報導，台灣人卻多認為媒體內容過於煽腥、商業化，政黨色彩過重。《洛杉磯時報》在一篇敘述台灣媒體現狀的報導中，將標題訂為「他們不能處理事實」（They Can't Handle the Truth）。
此外，2000年開始執政之民進黨政府，因對媒體控制力較為減少，導致各媒體主觀化、私有化。因此多個重要媒體均由兩方政黨把持或立場各偏向泛藍或泛綠，既有勢力不斷放棄特權，新勢力利用執政優勢積極去佔有新發言權；因此部分台灣民眾認為自此階段開始，「媒體的客觀性幾乎等於無。」。在此認知下，台灣部分學者興起了媒體對抗運動並試圖解決此亂象。
2006年10月，愛德曼公關公司公布「2006年十大亞洲國家利益關係人報告以及對台灣企業之影響」，對亞太地區包含台灣等十個國家調查中，台灣媒體被信賴的程度敬陪末座，比對政府、企業、非營利組織的信賴度都低。對媒體信賴程度，最高的印度比重達50％，台灣只有1％。愛德曼公關公司亞太區總裁Alan Vandermolen認為台灣媒體因競爭過度，偏向煽色腥走向等，也導致台灣媒體形象不佳之主因。另據法國無疆界記者組織於2006年10月24日發布之全球新聞自由指數最新年度評比，台灣由前一年之51名進步為43名，排名較日本之51名、美國之53名為高。
2008年11月，以中國大陸為其事業版圖核心的旺旺集團董事長蔡衍明，斥資百億台幣買下中時集團旗下《中國時報》、《工商時報》、《時報周刊》、中天電視及中視等多家媒體，成為旺中媒體集團，使台灣社會產生疑慮中國政府開始直接或透過代理人間接影響台灣人民的言論思想（例如刪除特定事件的相關新聞），亦造成國安問題。期間曾一度引發社會運動，包括2012年的拒絕中時運動、2019年3月「拒看中天」等反旺媒的運動、6月的「拒絕紅色媒體、守護臺灣民主」遊行活動等等。
2014年2月20日，美國外交政策雜誌網路版的一篇報導指稱台灣媒體腥羶色、欠缺國際觀，並刊登曾在台灣工作的記者福克斯（Chris Fuchs）報導有關台灣媒體現象的長篇專文。專文內容指出台灣民眾受夠猥褻、圍堵式的報導。以收視掛帥的台灣媒體普遍內向發展，對於國際事務之深入探討則缺乏興趣。

## 類型及實例
亂象類型大致列舉如下：
1. 為特定政黨粉飾形象的新聞作假行為，這種類型即使是在兩大黨分治的臺灣也是不易為公眾所察知的。例如：不論國民黨或民進黨的選舉亂象，媒體都只是選擇性報導，淪為政客利用的工具之一。
2. 原本受到政府嚴格管制的報導方式，以台灣蘋果日報與壹週刊由香港引進台灣的部分採訪、報導方式受到最多批評，包括在報導中過度詳細地呈現血腥、暴力事件，使用過於煽情的辭彙，以及醜化政府行政效率等。
3. 為增加收視率、發行量而炒作，甚至捏造新聞的行為。有多家媒體曾被發現此類案例。例如：東森新聞記者王育誠的腳尾飯事件、某電視台31歲女記者在台北西門町被發現與18歲的巴西混血青少年當眾親吻[22]，疑似炒作新聞。
4. 對特定政黨（主要是泛藍與泛綠）相關新聞處理上一面倒的認同或批判，明顯偏離中立的立場。
5. 各家新聞台不斷重複報導來自某些Facebook社團的文章內容，引起部分學者不認同此方式[23]。
6. 使用模糊不明確新聞標題 ：類似於第3項，尤其是網路發布的新聞為了增加點閱率而衍生的台灣網路新聞亂象，例如：為了反制不戴口罩，某某部長『決定這麼做』。某某里長，『用了這辦法』讓鄰里內的犯罪率降低。如果要正確預防心血管疾病，『你不應該這麼做』近幾年此亂象尤其嚴重，近乎十則網路新聞內就有八則，涵蓋各種層面類型新聞，此亂象有急劇惡化的趨勢。
7. 喜歡用一些情緒性字眼，諸如「嗆」、「譏」、「諷」、「淚訴」、「反嗆」、「酸」等，來強化政治立場、製造更引人注目之標題來吸引收視，然而這些字眼可能並非新聞當事人所表現出來之情緒，卻會因這些新聞標題而導致原意遭扭曲。

以下僅探討台灣自戰後以來的傳統新聞媒體（包括一些公民新聞記者）的亂象。台灣記者因市場競爭激烈，各家電子媒體為獲得較為聳動、刺激的畫面，以換取較高收視率，造成媒體的採訪行為本身亦成為新聞事件並引發社會爭議，亂象實例可以分為：

### 記者專業度
- 成立網搜小組，蒐集網路上熱門貼文或影片，經常引用或直接翻攝YouTube影片、批踢踢實業坊、或者是爆料公社、記者爆料網等各大網路社群的內容，並習慣用「網曝真相」、「網揭真相」、「網傳...」當作標題，內容通常為複製貼上。
- 記者發問不當，導致公司網站被塞爆[24]。
- 嚴重翻譯錯誤：2016年美國總統唐納·川普在社群網站上發文：「Interesting how the U.S. sells Taiwan billions of dollars of military equipment but I should not accept a congratulatory call.」。此句的翻譯關鍵在於Interesting有反諷的意味在，因此應該要翻譯為：「美國銷售了數十億美元的軍事武器給台灣，我卻連接一通台灣賀電都不應該，真是有趣！」，然而聯合報與中國時報的翻譯卻出現大大的漏洞[note 4][25]。甚至記者對於社群網站出現的英翻中翻譯功能都不甚了解，看到中文還誤認為川普在社群網站上秀中文。又或是在2017年12月日籍職業棒球好手大谷翔平與天使隊簽約時，媒體將英文「international signing pool」(國際簽約金之意)翻譯成「國際游泳池資金」等令人費解的內容[26]。

### 記者侵犯行為
- 與採訪對象發生爭執：如2004年9月，台灣媒體與英國著名歌手艾爾頓·強在桃園機場爆發口角衝突[27]。前總統陳水扁的女兒陳幸妤曾經在國立陽明大學畢業典禮跟媒體口角衝突。
- 妨礙公務：1997年8月19日，警方與白曉燕命案三名兇手發生槍戰。諸多台灣媒體闖入警方架設之第一道封鎖線，於一定程度上妨礙警方攻堅，被認定為另二名歹徒（高天民、陳進興）順利逃逸之因。
- 隱私問題：隱私權於西方為普遍人權之一，而侵犯隱私造成之媒體殺人不僅戕害社會，甚至造成司法救濟機制完全無法發揮監督績效。於此種直接的人體侵擾轉化為抽象的道德式侵害的概念下，甚至可將媒體歸為公害。[28]各家媒體新聞使用當事人照片時，很多時候沒有統一馬賽克處理；透過管道取得當事人地址與電話進行現場與電話中訪問，打擾當事人及親友、鄰居等相關人士，不理媒體提問還會一直追問，被放大檢視。在相關人士心理已受創的情形下不斷提問可能對其造成二次傷害，如2007年1月許瑋倫車禍事件、2008年11月星光三班黎礎寧自殺事件及2012年1月日本東京都台東區小島二丁目兩名女性殺人事件等。[29]
- 著作權爭議：部分台灣電視媒體常使用抄襲平面媒體、網路或書上的內容來充當訪問內容，此作為被部分學者認為侵犯著作權。也有媒體未經影片者同意授權，就挪用私人影片作新聞報導[30]。例如中天新聞台報導公共電視製作之電視劇《我們與惡的距離》時使用盜版的片源作為新聞畫面，公視對此表示已立即通知請對方下架，並呼籲觀眾及媒體不論觀看或是散布都屬盜版行為，公視已循法律途徑解決[31]。其他還有抄襲《遠離生活中的毒物》[note 5]、中國斬首計畫報導[note 6]及1998年同志紀錄片爭議[note 7]。

### 公器私用
- 濫用採訪機會：如2006年8月，《聯合報》記者丁萬鳴趁採訪之便高喊「阿扁下台」[32]。

### 商業目的
- 新聞綜藝化、娛樂化：部分台灣電子媒體或紙本雜誌，譬如《商業週刊》、《今周刊》、《天下雜誌》等書以採訪「成功人士」（包括但不限於藝人、歌手與YouTuber[33]、或者是政商名流的私生活[34][35][36][37][38]）作為全刊專題報導項目，據此對讀者渲染相應價值觀討好廣告主，往往於新聞標題上普遍使用『那些XXX教我的事』[note 8]，甚至明星藝人的口頭禪，或網路用語（譬如「是你」改用「4ni」）都可成為新聞標題及內文的一部分[39][40][41][42][43][44][45][46][47][48][49][50][51][52][53]。
- 新聞品質商業化：部分具備行銷與業務背景出身的媒體主管及其從業人員[54][55]，認為新聞是可以用來行銷的商品[56][57]。甚至有部分新聞系畢業的大學生亦開始轉戰網路做YouTuber，理由同上[58]。
- 過度報導：媒體過度渲染（例如：鄭捷殺人案、五億高中生命案）導致民眾被影響情緒，引起過度仇恨甚至於模仿行為，間接造成社會二度傷害[59][60][61][62]。
- 缺乏國際性：於2013年土耳其反政府抗議運動期間，各新聞媒體對此鮮少報導，反多著墨於王凱傑之性騷擾事件、英國商人林克穎駕車撞人逃逸事件。

## 問題現象

### 照片或畫面使用
為了追求效果，報紙或電子媒體常將血腥、煽情的照片、畫面置於頭版或重要時段，例如1997年轟動全台的白曉燕命案。2003年，進入台灣市場之《蘋果日報》也常將傷者及屍體等照片放於頭版，故常被批評不尊重當事人，例如2006年11月發生的台中市長胡志強夫人邵曉鈴車禍重傷事件，以及2007年4月12日高雄市壽山動物園鱷魚咬斷人臂事件。
另外案例還有：林正在電視節目毆打金恆煒事件、邱小妹事件、八掌溪事件，1990年時任立法委員陳水扁爆發掀桌子、砸椅子等嚴重肢體衝突。
除血腥、煽情照片或畫面外，媒體也時常使用模擬畫面或合成照片來造假，或者使用其他事件的照片來冒充。例如2013年4月，英國前首相逝世，中天新聞台在報導時卻使用英國女王伊丽莎白二世畫面。或是2013年4月，《中國時報》誤將死刑犯槍決的新聞報導，使用與陳東榮同名的前民進黨立委的照片。2025年3月30日，民視被發現把AI生成畫面當成災區的片段來報道緬甸地震災區的情況。

### 未經查證
未經查證的結果容易產生媒體主觀錯誤；而台灣媒體未經查證或造成主觀錯誤的主因或動力，為過份強調或淡化某些事實及遺漏相關資訊。除此之外，台灣媒體常未經查證之弊亦源於收視率及時效壓力，台灣媒體並無法做出下列查證流程。而缺乏此查證過程為媒體亂象之主因。
- 新聞刊登後，把新聞剪下來，寄給新聞中的消息來源，請消息來源指出新聞中的錯誤。
- 新聞刊登前，向消息來源查證相關事實及直接引述是否正確的查證流程。[74]

台灣未經查證之新聞報導大致可分下列數種：
1. 引用抖音、爆料公社、記者爆料網、Threads、Instagram、Facebook、Dcard....等未經查證的網友發文文章報導假新聞。如少林棒球事件[note 17][76]、南非華工事件[note 18]、 外星人與超自然現象[77]、《世界新聞周刊》惡搞文章、韓國起源論假新聞...等。
2. 引用未經查證的論壇投書或片面訊息。如烏龍舔耳案[note 19]、台灣高鐵與日本新幹線性能比較[note 20][78]、誤報許效舜妻亡事件[note 21][79]、力士老婆事件[note 22]、玉山兵推報導[note 23]、「沙鹿高工學生惡作劇爆料事件」[note 24][80]、「中華民國教育部下課時間改為五分鐘事件」[note 25]
3. 引用基層記者未經查證資料或完全造假。如：瀝青鴨[note 26]、潘美辰事件[note 27]、女法官劫囚事件[note 28]、腳尾飯事件[note 29]、周政保影帶事件[note 30]、「趙建銘賣鑽石事件」[note 31][81]「2010年廣州亞運電子襪判罰爭議」[82]
4. 專業知識不足。例如中國時報批評空軍一號將中華民國國旗之國徽移至右上角，是「錯亂滿地紅」。但事實上是國際慣例順風旗。[83]

- 2011年1月24日，蘋果日報獨家頭版處理「夢時代」發生逃生出口少女被性侵事件，經「記者查證」被「業者矢口否認」後，仍認定事發屬實。在大篇幅報導後，警方表示案發地點並非於賣場內，據悉是附近公寓大樓，「看得到夢時代的地方」或有行經夢時代。報導內容明顯加油添醋，對性侵案一事下定論「購物中心對此事狀況外」，還推斷「安全梯成為治安死角」，「五萬人出入無人察覺」，「監視器不足」等缺失。事發後蘋果日報急撤換網頁頭版新聞，並對夢時代道歉。但是錯誤報導的傷害已經造成。[84]
- 2013年4月8日，中天電視台誤用英國女王伊莉莎白二世及演員梅麗·史翠普影像當作剛過逝英國前首相柴契爾女夫人。此一事件造成國外多家媒體報導包括德國、芬蘭、葡萄牙[85][86][87][88][89]等等。

- 2020年7月28日，NOWnews今日新聞搶先發布國家退任元首李登輝已過世的錯誤新聞，之後台灣團結聯盟、李登輝重要幕僚王燕軍相繼於7月29日凌晨否認李登輝過世，指出這是假訊息。NOWnews今日新聞於數小時後道歉，把訊息指向「系統被駭客入侵」，並將該新聞下架。[90]

#### 自然災害
由於災難事件最受到社會大眾的關注，災難事件的新聞報導是各家電子媒體的必爭之地，其報導常引起的爭議，包括：反覆播放災難畫面，例如2000年7月12日所發生的八掌溪事件；未能即時批判政策不當，例如和平醫院SARS封院事件；誇大災情，例如2004年9月11日，台灣發生嚴重水災，中天電視記者遭《自由時報》指出故意「蹲在水裡連線」，造成「水淹及胸」假象之畫面播出。2010年颱風季節，各家媒體記者依舊是到風大雨大的景點做連線，甚至進入風洞，當場體驗強風威力 。

### 缺乏客觀性
台灣媒體亂象與台灣當今政治文化有相當程度的關係。例如有關不同立場的消息，並無具體證據，有許多無法證實亦無明確的消息來源。媒體在報導這些消息時，即使是絲毫無任何惡意或是媒體經營者、新聞工作者因其政治意識型態而來的故意作為都直接造成此亂象。
以此觀點，台灣媒體出現的政治化亂象極為嚴重，如網站首頁出現鼓勵動亂字眼、台灣拒聖火事件、三立二二八報導爭議、電子媒體2004總統大選「灌票」事件、「沒支持變成有支持」事件、南線專案事件、廢除清明節報導、「中國豬」事件、《經濟學人》去蔣化報導、「S.H.E捧中國的LP」報導、《「二二八事件及戒嚴時期政府違法責任追究特別條例」》「誅九族」事件。
大量引用「網友」的消息來源以及意見，甚至有疑似記者自己偽裝成網友發表意見再引用為報導的案例。

### 造神現象
有些媒體為了討好其支持者，甚至有將部份政治人物「神化」的舉動，從最早前中華民國總統蔣中正利用媒體將自己神化，如今造神運動不只針對政治人物，也對某些特定對象進行包裝和美化。如中國富豪陳光標來台期間，各家媒體不停報導其行善、捐款事績，甚至捏造無中生有之「過世貧農家中蔬菜全買」事件。，亦可能是造神現象的一種表現。
或是在運動報導上對王建民、陳偉殷等知名旅外球員的相關新聞大吹特吹，以及在娛樂版面上對2015年到韓國發展的臺灣藝人周子瑜，標題下得過於聳動，也以致於後續當有臺灣青少年到韓國發展，都會被冠上“周子瑜第二”等頭銜。
中天新聞台、TVBS新聞台等媒體，在2018年地方公職人員選舉及2020年中央公職選舉中，大幅提升先後參選高雄市市長及中华民国總統候選人韓國瑜報導量，間接影響選舉結果。中天新聞台多次遭NCC開罰，但其報導韓氏數量仍未下降，最終不獲NCC續照，只能在網路平台放送。

### 涉嫌扭曲原意
- 2010年3月，外資券商里昂證券發表「The KMT as its own worst enemy」，自由時報翻譯所寫新聞標題卻是「里昂證券：馬二○一二會敗選」，政大英語系教授陳超明審閱。但被其他媒體指控扭曲原意。原文的首句為「We maintain the view we proposed last June, that the 2012 Presidential election is the KMT's to lose. 」。2010年3月26日，中天新聞的「新台灣星光大道」節目，與陳教授進行英語翻譯的問題提出討論。針對是同樣為陳教授審議的同一篇翻譯，為何聯合報與自由時報的內容大不同？[103][104][105]
- 2013年2月2日，中天新聞台於一段專訪麻省理工學院語言學教授諾姆·杭士基的報導中有部分錯誤或遺漏的翻譯內容，經觀眾以比對畫面的方式重譯後公開[106]。2013年2月4日，中天新聞台發表聲明表示：「確有口白與翻譯字幕配合上的疏失，內部將會進行檢討改進，謹此致歉。」[107]。諾姆·杭士基教授本人則對此報導內容表示遺憾。
- 2013年11月11日，中國時報刊載一位中國大陆在台學生講述張懸國旗事件的投書，卻被網友抓包、指控報章內容與原文大相逕庭，遭竄改、添加其他文字，甚至直接加上「可以說，秀國旗是她的慣用伎倆。」等字句，引發網友批評從原來的理性對話，被竄改成偏激文。[108]
- 2015年9月11日，《聯合報》以「美智庫學者：下任台灣總統 須接受九二共識」為題報導，引發言論被引用的學者葛來儀（Bonnie Glaser）極度不滿，甚至在其臉書上以「這是哪個白癡寫的」（Which idiot wrote it?）激烈言詞表達。[109]事實上，葛來儀此言係推測習近平在歐習會中可能提出的內容，並非其主張，因此被認為有刻意誤導之嫌。雖然《聯合報》之後更改標題為「美智庫學者：歐習會 可能觸及九二共識議題」[110]，但葛來儀認為，在不用付出任何成本的情況下，《聯合報》還是會繼續這樣做，因此不排除提告。[111]9月13日，《聯合報》登報向葛來儀及讀者致歉，但並不認為當天標題是刻意誤導。[112]

### 造謠爭議
- 《台視新聞》以聳動的標題「深夜第三波驅離 警民火爆對峙　鎮暴警放催淚彈 強行逮現行犯　飆車族鳴笛聚集 趁亂鼓譟」，與《自由時報》於2008年11月7日頭版以聳動的標題「夜戰圓山 警噴水放催淚彈驅離」。但當時在場的所有媒體（包含台視與自由時報在內），只拍到警方使用水柱或警棍進行驅離，皆未曾拍到足以證明警方有放催淚彈的畫面或照片。[113][114]

- 未經查證大量援引中國大陸網路論壇或網路媒體的惡搞文章。這些文章多半皆為「韓國剽竊中華文化」等消息。如：孫中山、王建民為韓國人、四大發明為韓國人發明等惡搞韓國文化的文章。韓方的朝鮮日報對此表示譴責[115][116]，強烈抗議台灣媒體與中國大陆網路媒體。
- 《中國時報》報導盧貝松在台拍攝時被《自由時報》狗仔惡意挑釁，還報警找來警方，導致壓垮最後一根稻草，擬提早離台。[117]盧貝松澄清這是完全錯誤的報導，從來沒有這種想法。他也指出，是有幾個狗仔對劇組的騷擾很嚴重，但他們發現這些狗仔是來自香港。[118]
- 《三立Set 驚報新聞線》報導中國製造不是假就是毒!? 中國"黑心米"嚼勁好竟然咬不爛！ 竟然是3D列印"紙做的"！[119]黃安反酸打臉王瑞德。[120]

### 關說影響
新店救護車阻擋事件嫌犯蕭明禮之父母為資深媒體人，其父蕭師言是前任華視製作人與現任中共官媒人民日報海外版環球時報駐台灣政治記者，其母孫香蘭是現任《中華日報》政治記者與專欄中心主任，事發之後，2010年12月28日，部分媒體人指稱蕭為合理讓道，並非惡意阻擋救護車。TVBS《新聞夜總會》節目中，主持人李艷秋指稱蕭「第一時間他（中指蕭）是做了一個讓的動作。」，來賓朱學恆則質疑蕭是否有讓道的意思或可能躲錯方向，媒體人兼名嘴唐湘龍在節目中指出，蕭擋救護車的行為其實是在「讓」救護車，以及可能是躲錯地方。名嘴江岷欽在談話性節目中指出，蕭男可能是做錯選擇，在移動車輛間被紅燈擋住，且後方救護車按喇叭要求讓開，致使怒氣攻心。
名嘴關於合理讓道之言論甫出，播出後即刻引起輿論嘩然。且名嘴說法僅著墨蕭男阻擋(或讓道)的部分，但影片證明蕭男尚有豎中指之行為。媒體人到了隔日(2010年12月29日)旋即改口，僅唐湘龍仍堅持己說。
數日後媒體即傳出蕭父蕭母私下關說名嘴之新聞，唐湘龍亦坦承20年前他曾和蕭母一起跑過新聞，並坦承事發後曾與蕭母兩度通電話，兩通時間加起來約5分鐘，電話中唐湘龍多次詢問蕭母，蕭當時的態度究竟是無意還是故意，但蕭母始終不願意說明。唐湘龍表示，蕭母不願意通話內容被轉述，但可以感覺到的是，他們家還是不願意站出來面對，而蕭母也在電話中有「特別謝謝他的體諒。」 
立法委員邱毅更透露表示，其實26日晚間他也有接到蕭明禮母亲孫香蘭的電話，痛罵他們在節目上講得不對。
關說消息傳出後，資深媒體人陳揮文29日晚間就在政論節目上砲轟蕭父：「認識幾個媒體記者了不起喔！囂張什麼？」更向蕭父喊話：「再讓我逮到你企圖利用媒體喬，我就全部公布出來！」。

### 煽動輿論及公審
2012年1月於日本東京都台東區小島二丁目的東京台灣留學生命案，事件發生後，警視廳還未做出發表，臺灣媒體已將張姓嫌疑人的姓名、Facebook照片等等資料發布出去，許多網友則直接到嫌疑人社群網站留言，當由消息指出某個姓張的嫌疑人在大阪出現並帶回東京，還未驗明正身時，臺灣媒體又立即報導出，張姓嫌犯已在大阪落網等，立即又有網友在網路留言「判死刑吧!」、「去死一死」等不雅字眼，但後來只是虛驚一場，最後警方疑似在名古屋附近查到有手機電波，最後在名古屋要帶回警局時，因張姓嫌疑人可能受到各界媒體及社會的壓力下，趁警方不注意自殺身亡。
由於台灣媒體的收視率導向、立場過於鮮明的情況普遍存在，因而對於某些爭議性極大的事件，例如前總統陳水扁諸多案件、友寄隆輝毆打台灣計程車司機事件、旺中案走路工事件、李宗瑞迷姦案、台鐵客廳車性愛趴事件、媽媽嘴八里雙屍案、八仙樂園彩色派對火災等，皆有長期密集報導、立場一致、企圖主導輿論的現象。長期的密集報導不僅使部份閱聽人感到不耐，且可能會排擠到其他新聞的報導時間。
此外還有媒體公審的案例，例如2016年2月維冠金龍大樓倒塌事故之後，因懷疑大樓倒塌是因為「籃太太」私自拆除一樓隔間所造成，不僅對其發動起底，甚至聲稱「籃太太」正使出延長戰術脫產，事後雖被臺南地檢署還以清白，烏龍爆料卻已造成當事人身心俱疲。
2018年9月，燕子颱風襲擊日本大阪導致關西國際機場關閉，因游姓男大生在PTT表示中國大使館派車至關西機場接受困的中國公民，導致台灣媒體及人民將批評湧至大阪辦事處，大阪辦事處的蘇姓外交官為此上吊自殺以捍衛自身名譽，事後證實游姓男大生所述是假消息。 

## 其他問題

### 錯別字與錯用成語
台灣的電子媒體經常出現錯別字等技術性錯誤，有人認為出現頻率過高。如2007年5月6日，三立新聞台之民進黨2007年中華民國立法委員選舉黨內初選特別報導的跑馬燈字幕上，根本沒辦理黨內初選的高雄市第四選區（前金區、新興區、苓雅區）竟出現姚文智（經協調後已轉戰高雄市第一選區）得3002票、黃昭輝得3001票，總得票數已超過該區黨員選舉人數五千多人。三立新聞部經理余朝為說，是因為面板更改時電腦當機所致，但只有幾秒鐘，事後已立即更正。

### 獨家新聞現象
廣電基金接獲民眾檢舉表示，2006年8月23日《東森新聞》報導含有黑道份子參與的「天使護衛隊」及《三立新聞》報導台灣內部因政局因素，近期辦理外國移民之人數驟増等二則「獨家」新聞，……明顯係空穴來風，只見媒體的主觀臆測、評論，卻缺乏具體的佐證數據。
廣電基金與財團法人新聞公害防治基金會（簡稱新防會）2006年7月23日聯合召開記者會，針對TVBS報導趙建銘自行施打類固醇及東森電視台報導陳幸妤曾赴精神科門診等「獨家」新聞，表示其侵犯隱私、違反人權的做法對當事人並不公平。

### 濫用民意調查
濫用民調是台灣媒體普遍出現的問題，且準確度不高，其原因可能包括：
1. 媒體因其表現而被上色，因此相反顏色的民眾中有一定比例會拒訪，另一定比例的受訪者也會在民調中惡搞該媒體；例如聽到是某一家民調就故意說謊，即機構效應；而實際上民調機構只要看到拒訪率過高就可以知道民調無效，而解決方法也非常簡單，換個名字進行民調（但多數民調機構不願意採取此方法解決）。
2. 民調問題具有暗示性、主觀性強，往往缺少同理心，不僅易造成答案失真，且可能淪為假借民意的多數暴力[134]。

### 置入性行銷
台灣媒體普遍存在置入性行銷問題，即由政府機構、工商團體支付酬金，請媒體記者撰寫、製作宣傳性「新聞報導」，俗稱「業配」；一般認為政府購買置入性行銷可以是合理的（例如推廣禁菸、酒駕危害宣導、宣導新的衛生知識及反詐騙等），但也有很多置入性行銷是公器私用。2010年12月12日，前中國時報記者黃哲斌為了抗議媒體置入性行銷情況嚴重，決定辭職以示抗議，並在個人部落格發文說明緣由。此一事件引起社會大眾對長久以來媒體業配問題的關注。

## 民間反應
於八掌溪事件發生當年8月，媒體批評網站與媒體對抗成立。
2005年3月6日發生《中國時報》陳洛薇「新二二八事件」，一群PTT網友在台北車站前呼口號，要求《中國時報》一週內道歉，口號訴求為：「媒體要道歉，記者要反省；拒絕無知抄襲，要求媒體自律。閱聽人，站出來！」同年10月，台北捷運淡水線發生大學生強吻十二歲少女事件，該大學生可能因誤信媒體報導：「檢察官加重起訴，祭出重罰。」而上吊自殺。
到了2006年8月18日，發生王建民拒絕台灣媒體事件，有網友準備串聯發起學生運動，於9月1日台灣記者節當天走上街頭，向媒體抗議。8月22日，被視為即將登場的「91反台媒學運」前奏曲「822挺建民嗆TV」行動展開。

## 外部連結

### 影片
- 2005/10/05 民視新聞台《第三隻眼》專題 （页面存档备份，存于）
- 2006/07/27 公共電視台《紀錄觀點》：《有怪獸》 （页面存档备份，存于）
- 《腳尾米》：一部關於台灣電視新聞的紀錄片
- 夏褘記者會：電視台記者為搶鏡頭對罵 （页面存档备份，存于）
- 記者不當發問 許瑋倫博死神 記者問題惹毛家人 （页面存档备份，存于）
- 公視 台灣媒體是怎麼爛掉的？七分鐘看懂媒體亂象五大關鍵！【記者真心話】Vol.1｜懶人包 （页面存档备份，存于）

### 網站
- 台灣新聞記者協會 （页面存档备份，存于）
- 財團法人台灣媒體觀察教育基金會 （页面存档备份，存于）
- 媒體改造學社 （页面存档备份，存于）
- 公民參與媒體改造聯盟 （页面存档备份，存于）
- 兒少新聞妙捕手 （页面存档备份，存于）
- 卓越新聞獎基金會 - 新聞倫理資料庫
- NewsRumble! （页面存档备份，存于）（比較政黨輪替前後的新聞）

### 評論
- 報導新聞，不當野獸 （页面存档备份，存于）
- 從哈巴狗變瘋狗：台灣媒體亂象紀實 － 盧世祥
- 釋迦牟尼是韓國人？台媒假新聞愈演愈烈 （页面存档备份，存于）
- 世間萬象：荒唐的台灣媒體 (만물상: 황당한 대만 언론-조선일보) （页面存档备份，存于）
- 釋迦牟尼是韓國人？臺媒假新聞愈演愈烈 (대만 언론 "한국은 역사 훔치는 도둑에 무뢰한 민족") （页面存档备份，存于）
- 他們無法面對現實 （页面存档备份，存于）